# Urtaca
Urtaca (AFI: /ˈurtaka/, in corso Urtaca) è un comune francese di 197 abitanti situato nel dipartimento dell'Alta Corsica nella regione della Corsica.

## Società

### Evoluzione demografica
Abitanti censiti